# Saint-Julien-en-Vercors
Saint-Julien-en-Vercors este o comună în departamentul Drôme din sud-estul Franței. În 2009 avea o populație de 221 de locuitori.

## Evoluția populației
| An        | 1975 | 1982 | 1990 | 1999 | 2006 | 2009 |
| --------- | ---- | ---- | ---- | ---- | ---- | ---- |
| Populație | 192  | 169  | 182  | 194  | 220  | 221  |